# Государственный университет (станция метро)
«Государственный университе́т» (груз. სახელმწიფო უნივერსიტეტი, Сахелмципо Университети) — конечная 23-я станция Тбилисского метрополитена, 7-я станция Сабурталинской линии, открыта 16 октября 2017 года. 
Единственная станция Тбилисского метрополитена, открытая в XXI веке.

## История
Строительство началось в 1985 году в 3-м квартале района Сабуртало. Основные работы выполнены ещё во времена СССР.
В 2000 году станция была законсервирована, и строительство не велось до 2015 года. Средства на достройку были выделены Азиатским банком развития. После неоднократных переносов сроков станция была открыта 16 октября 2017 года.

## Конструкция и оформление
«Государственный университет» — односводчатая станция глубокого заложения. Основным материалом для отделки являются сайдинговые панели на путевых стенах и гранит на полу. Единственный вестибюль, встроенный в подземный переход под перекрёстком улицы Зураба Анджапаридзе и проспекта Важи-Пшавелы, соединяется с платформой трёхленточным эскалатором.

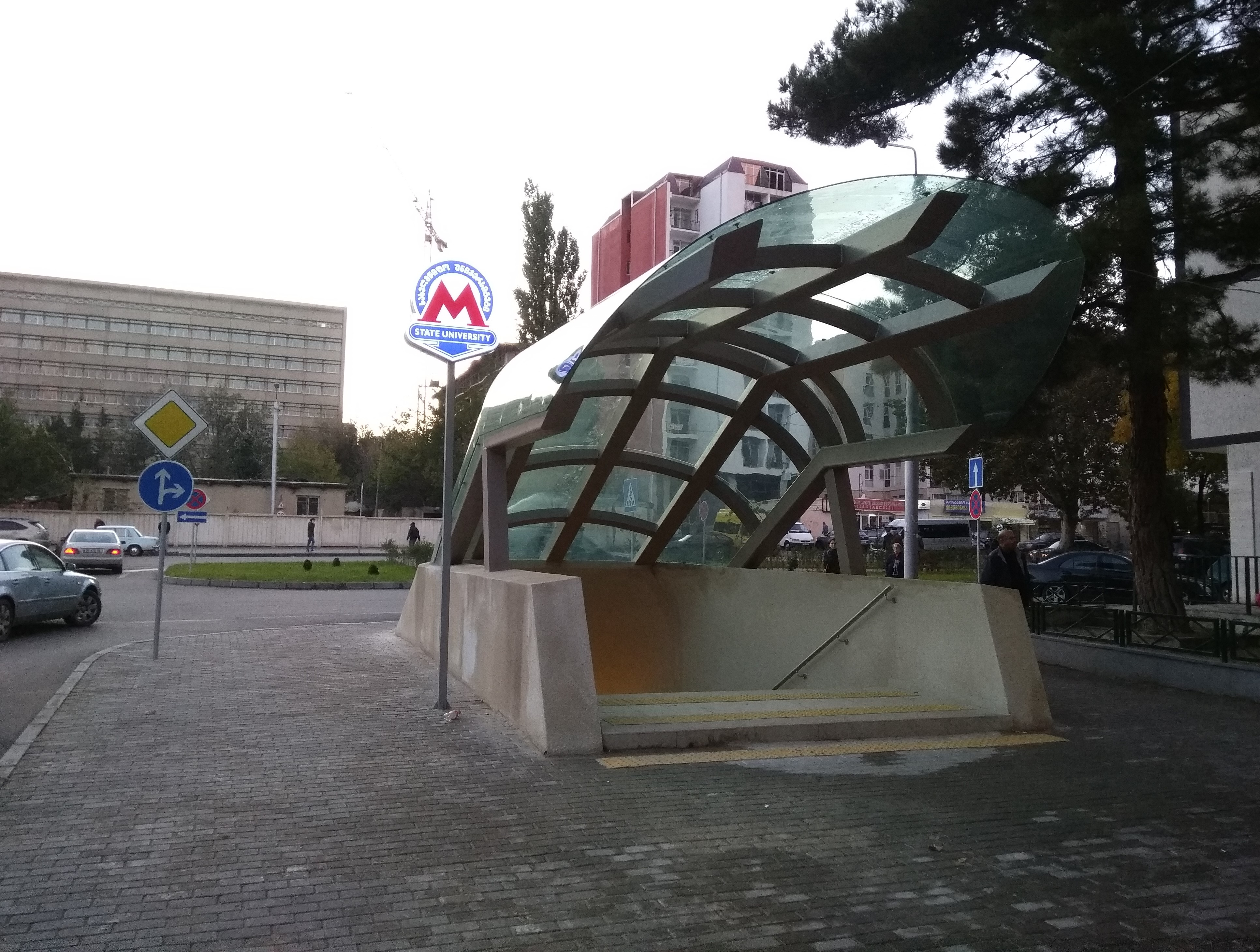
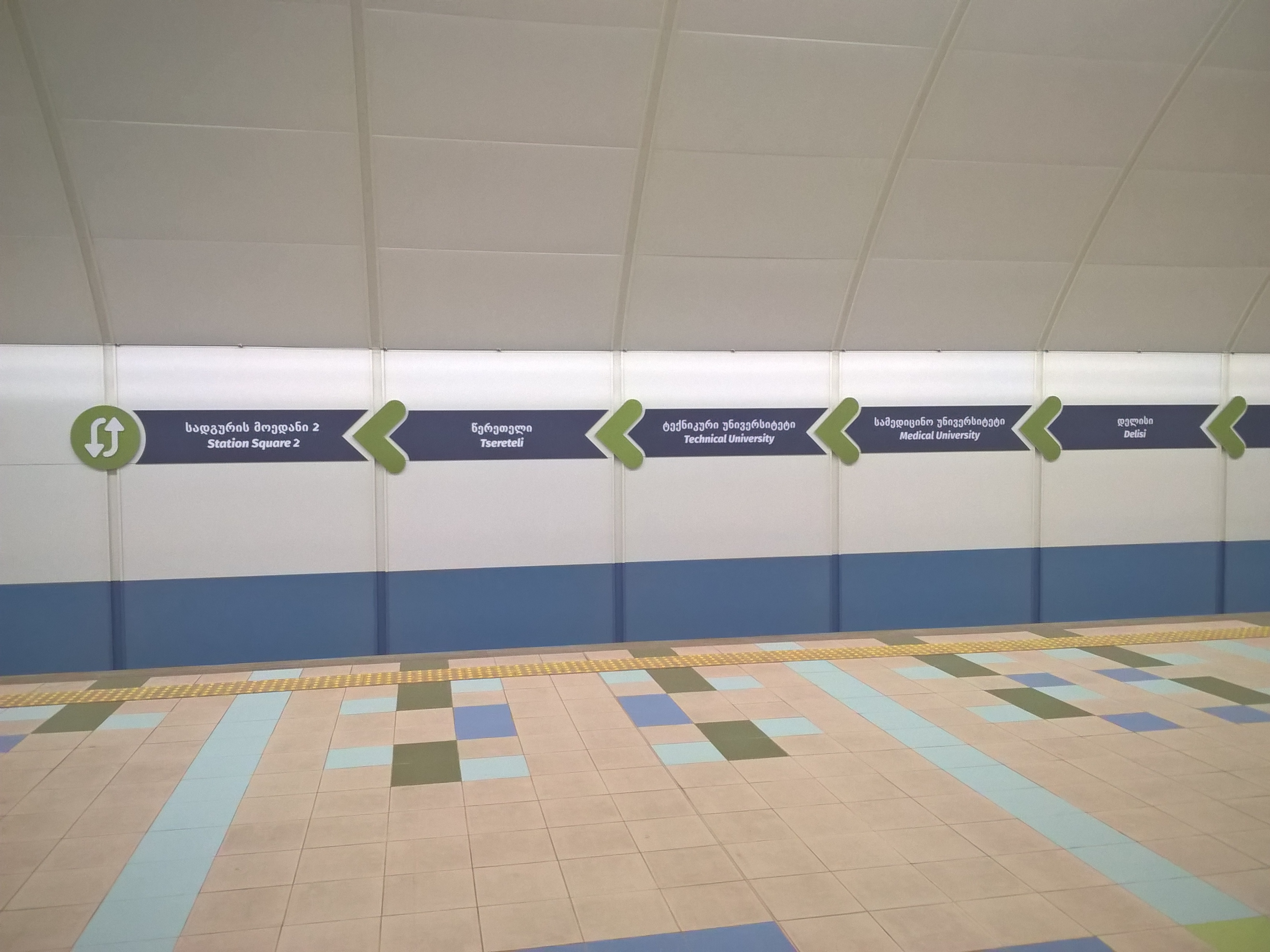